# Environmentální výchova
Environmentální výchovu můžeme v nejširším pojetí chápat jako souhrnné označení pro komplex často značně se různících přístupů reagujících na problémy v hledání koexistence mezi lidskou společností a přírodou. Na první pohled by se mohlo zdát, že environmentální výchova vznikla teprve nedávno (coby jedno z průřezových témat RVP), a že je produktem vzrůstajících obav moderní společnosti o životní prostředí. Opak je ale pravdou. Environmentální vzdělávání se vyvíjelo mnoho let a s prvky environmentální výchovy se můžeme setkat již v 18. století.

## Historie
Na první pohled by se mohlo zdát, že environmentální výchova vznikla teprve nedávno (coby jedno z průřezových témat RVP), a že je produktem vzrůstajících obav moderní společnosti o životní prostředí. Opak je ale pravdou. Environmentální vzdělávání se vyvíjelo mnoho let a s prvky environmentální výchovy se můžeme setkat již v 18. století.

### Počátky environmentální výchovy
Zárodky myšlenek na ochranu přírody a vytváření pozitivního vztahu k přírodě můžeme objevit už od období romantismu v dílech některých filozofů, spisovatelů, vědců a pedagogů (např. Goethe, Rousseau, Alexander von Humboldt, Ernst Haeckel, Friedrich Fröbel, John Dewey a Maria Montessori). Rané formy environmentální výchovy (přelom 18.–19. století) se orientovaly na uvědomělou ochranu zajímavých přírodních jevů s důrazem na jejich krásu a vzácnost, nikoliv na jejich přírodovědnou hodnotu.

### Vznik pojmu
Za zakladatele environmentální výchovy je pokládán skotský profesor biologie Patrick Geddes, který přikládal význam vzdělávání v přímém kontaktu s životním prostředím. První záznam použití pojmu environmentální výchova v Británii se datuje do roku 1965. Od této doby se diskutovalo zejména o významu environmentální výchovy a náplni jejích cílů. Na První mezinárodní konferenci o environmentální výchově v Tbilisi v roce 1977 byly zformulovány hlavní cíle environmentální výchovy a tím bylo vytvořeno její specifické místo mezi ostatními vyučovacími předměty. Environmentální výchova měla být předmětem, jehož úkolem bude žákům předávat znalosti, formovat postoje a utvářet kompetence k jednání. V České republice až do 90. let figuroval místo označení environmentální výchova pojem ekologická výchova. Ekologická výchova byla chápána v širším kontextu ve smyslu environmentální výchovy.

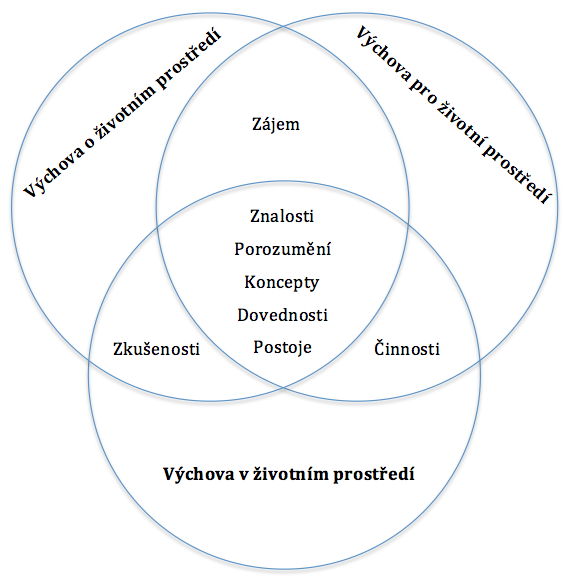
Schéma environmentální výchovy

## Vymezení environmentální výchovy
Vymezení environmentální výchovy procházelo dalšími úpravami, v rámci kterých byla environmentální výchova rozčleněna do tří základních oblastí:
1. Výchova o životním prostředí, která zahrnuje základní znalosti o životním prostředí, porozumění životnímu prostředí a jeho komplexním vztahům
2. Výchova v životním prostředí, která užívá přírodu jako zdroj poznání, který umožňuje žákům získávat přímé zkušenosti z přírody a uvědomovat si její estetické hodnoty
3. Výchova pro životní prostředí, zdůrazňující etickou dimenzi, zahrnující hodnoty, postoje a pozitivní činnosti

Tématy environmentální výchovy jsou například tyto oblasti:
- Energie (šetření, alternativní energie)
- Hospodaření s odpady (třídění odpadu)
- Jaderná energetika
- Obnovitelné a neobnovitelné zdroje
- Ochrana přírody, chráněné oblasti a druhy
- Ozonová díra
- Udržitelný rozvoj
- Globální oteplování
- Znečištění životního prostředí, vody a ovzduší

## Důvody environmentální výchovy
1. Legislativní povinnost. Environmentální výchova je zakotvena v Rámcových vzdělávacích programech.
2. Je zapotřebí. V posledních 100–200 letech se významně změnily podmínky, především narostl počet obyvatel planety.
3. Realizace environmentální výchovy je dobrá pro děti.[7]

## Ekocentra
Významnou roli při realizaci environmentální výchovy v České republice mají ekocentra. Ekocentra jsou organizace, které se zaměřují na ekologické a environmentální vzdělávání a výchovu, na ochranu životního prostředí a sdělování informací o udržitelném rozvoji a jeho aplikaci v praxi (udržitelný způsob života). V České republice se první ekocentra a střediska environmentální výchovy začala objevovat krátce po revoluci (tj. v roce 1990). Jsou provozována převážně neziskovými organizacemi, které spolu komunikují a vytváří tak prospěšnou síť inspirace a spolupráce. V současnosti v České republice působí více než sto ekocenter. Velká část z nich je sdružena v Pavučině – síti středisek ekologické výchovy.